# Jumpei Takaki
Jumpei Takaki (Kumamoto, 1 de setembro de 1982) é um ex-futebolista profissional japonês, que atuava como meio campo.

## Carreira

### Shimizu S-Pulse
Natural de Kumamato, Takak se profissionalizou no Shimizu S-Pulse, em 2001. No clube laranja demorou para conseguir seu espaço como titular o que se ocorreu a partir de 2004. No S-Pulse atuou até 2010, totalizando 109 jogos oficiais pelo clube.

### Consadole
Em 2010, assinou com o Consadole Sapporo, do norte do Japão, no clube conseguiu a titularidade e o acesso esperado da J-2, para a J-League em 2011. A campanha vitoriosa no time do Hokkaido, o fez retornar ao Shimizu S-Pulse em 2013.

### Retorno e empréstimo
O retorno não foi tão bem, como esperado atuou apenas nove partidas e foi emprestado ao Montedio Yamagata em 2015.

### Tokyo Verdy
Em 2016, se transferiu para o tradicional Tokyo Verdy da capital, atuando em 2016 e 2017 na J-2. No clube de Tokyo atuou apenas em 24 partidas oficiais, se retirando dos gramados no final de 2017.